# Teleodactylus
Teleodactylus är ett släkte av skalbaggar. Teleodactylus ingår i familjen vivlar.
Kladogram enligt Catalogue of Life:
| Teleodactylus | \| \| Teleodactylus roscidus \| \| \| \| |
|               | \| \| Teleodactylus roscidus \| \| \| \| |
|               | Teleodactylus roscidus                   |
|               |                                          |